# Julius Hart
Pour les articles homonymes, voir Hart.
Julius Hart, né le 9 avril 1859 à Münster et mort le 7 juillet 1930 à Berlin, est un poète allemand et critique littéraire du naturalisme. Il est le frère de Heinrich Hart.

## Biographie
Julius Hart poursuit comme son frère ses études au lycée Saint-Paul de Münster.